# Hasler / Paeffgen / Berger
Hasler / Paeffgen / Berger ist ein Jazzalbum von Werner Hasler, Gilbert Paeffgen und Karl Berger. Die am 4. November und am 14. Dezember 2010 in einem mobilen Tonstudio und im Influx-Studio Bern entstandenen Aufnahmen erschienen im September 2011 auf NoBusiness Records.

## Hintergrund
Der Schweizer Trompeter und Klangkünstler Werner Hasler und der deutsche Schlagzeuger Gilbert Paeffgen banden den in den Vereinigten Staaten lebenden Karl Berger in ein multinationales Trio ein. Berger, ein in Deutschland geborener Veteran, hatte ein seit langem bestehendes Interesse an Weltmusik, ein Produkt seiner Verbindung mit dem Trompeter Don Cherry, was sich als Grundlage für dieses Treffen erwies, notierte John Sharpe. Insbesondere Paeffgen hat seine Zuneigung zu afrikanischer und keltischer Musik in vorangegangenen Aufnahmen gezeigt. Hasler wiederum nutzt Elektronik, um den Tonumfang seiner Trompete subtil vom gequetschten Flüstern bis zum unterirdischen Summen zu erweitern.

## Titelliste
- Werner Hasler / Gilbert Paeffgen / Karl Berger: Hasler / Paeffgen / Berger (NoBusiness Records NBCD33)[2]

1. Holtondimi 7:06
2. Lomallet 7:04
3. Metro DimDim 2:27
4. CAbH 5:55
5. Notes 7:47
6. Augdimaug 4:02
7. Spiralthing 2:38
8. Wuammas 4:11

Die Kompositionen stammen von Werner Hasler und Gilbert Paeffgen.

## Rezeption
Nach Ansicht von John Sharpe, der das Album in All About Jazz rezensierte, sind Halers und Paeffgens Kompositionen rhythmisch komplex, aber harmonisch einfach und würden so das Beste aus Bergers mehrdeutiger Rolle auf halbem Weg zwischen Melodie und Schlagzeug machen. Sie verzichten auf offenkundige Virtuosität zugunsten einer unverwechselbaren Gruppenkonzeption und erreichen mit nur drei Stimmen eine orchestrale Anmutung. Ihre Arrangements sein straff, aber locker genug, um Bergers klingende Soli unterzubringen und aus scheinbar begrenzten Ressourcen das Maximum herauszuholen. Der Höhepunkt des Programms sei das episodische „Augdimaug“. Die beiden Hauptdarsteller würden eine Reihe verwandter, Anmut und Kraft weckender Motive durchlaufen, die die erfreulichen Attribute dieser Band mit großer Wirkung zur Geltung bringe.